# Giacomo Minutoli
Giacomo Minutoli (Messina, 1765 – Messina, 11 febbraio 1827) è stato un architetto e abate italiano.

## Biografia
Abate, fu anche Architetto comunale che nel 1799, al suo ritorno da Roma, contribuisce e riedifica lo scenario portuale della città di Messina con la cosiddetta "Palazzata" o "Teatro marittimo" di Messina, costituito da una cortina di imponenti edifici scanditi da un monumentale colonnato di ordine ionico (distrutto dal terremoto del 1908).

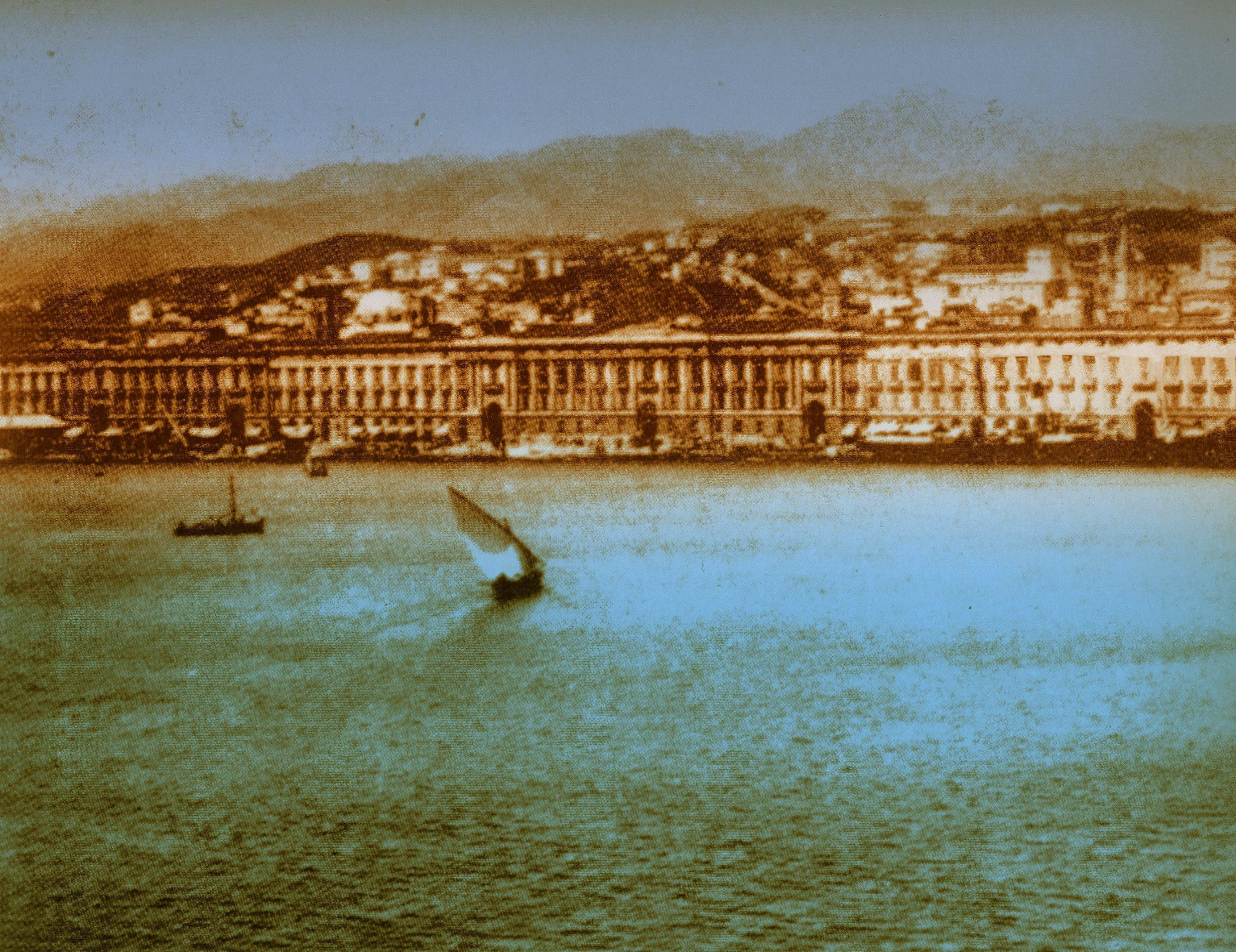
Prospetto marittimo della "Palazzata"

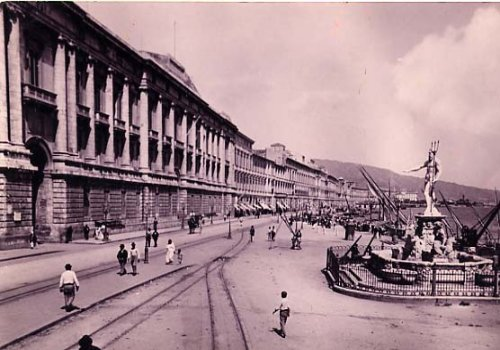
La "Palazzata" in una fotografia

Le sue opere sono di chiara ispirazione al neoclassicismo siciliano da maestose colonne di ordine gigante che adornano molte delle sue opere.
Morì l'11 febbraio 1827 e fu sepolto all'interno della chiesa di S. Pietro dei Preti (distrutta dal terremoto del 1908) sulla via Ferdinanda (l'attuale via Garibaldi), la principale strada della città progettata inizialmente dal capitano e ingegnere militare del Regno Francesco La Vega inviato da Messina dalla Corte di Napoli dopo il terremoto del 1783.
A lui verrà dedicata dalla città di Messina la titolazione di una piazza, "piazzetta Giacomo Minutoli", di fronte al porto con l'imponente mole del Municipio per sfondo, la piazza ospita al centro fin dal 1859 la famosa scultura di Giuseppe Prinzi che rappresenta la Città riconoscente verso Giuseppe Natoli che il 31 marzo 1848, restituì a Messina i diritti di porto franco soppressi sessant'anni prima dai Borboni.

## Altre opere[2]
- Palazzo Municipale;
- Sistemazione via Ferdinanda;
- Palazzo S. Leone (via Ferdinanda);
- Tempio di N. D. della Vittoria (località Fornaci);
- Ampliamento della piazza del Duomo di Messina,
- Palazzo Pistorio-Cassibile;
- Ex Casa dei padri Minoriti;
- Convento di San Francesco d'Assisi (prospetto e restauro dei cortili);
- Palazzo Santis (strada del Corso);
- Palazzo Gustarelli (strada Ferdinanda);
- Palazzo Minutoli (strada Ferdinanda);
- Edifici pubblici a Castroreale;
- Ponte fra i laghi di Faro e di Ganzirri;